# Frăția Musulmană
Frăția Musulmană (deseori, الإخوان Al-Ikhwān, „Frăția”) este o mișcare transnațională islamistă înființată în 1928 în Egipt de către Hassan al-Banna (1906 - 1949) și de 6 angajați ai Societății Canalului de Suez din Ismailia, Egipt, ca reacție față de imperialismul britanic din Egipt și căderea Imperiului Otoman.
Este cea mai veche și cea mai mare organizație politică musulmană din lume.
Scopul declarat al organizației este „introducerea legii lui Allah în țară”.
Crezul mișcării este: „Allah este adevărul nostru suprem, Profetul este conducătorul nostru, Coranul este legea noastră, lupta este drumul nostru.”
Organizația este recunoscută ca organizație teroristă de guvernul Egiptului și Federației Ruse.

## Istoric

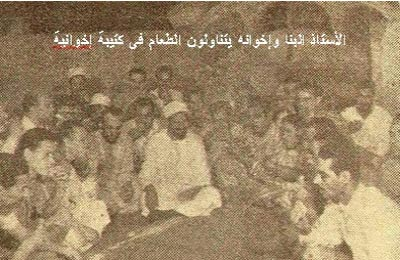
Hassan al-Banna cu discipoli

După ce al-Banna a inițiat mișcarea în orașul egiptean Ismailia în iunie 1928, s-au format filiale în întreaga țară, fiecare filială având o moschee, o școală și o asociație sportivă.
Mișcarea intenționa inițial doar să răspândească moravurile islamice, dar s-a implicat repede în politică, în special în lupta împotriva colonialismului britanic din Egipt și a influenței occidentale. Pe la sfârșitul anilor 1940, mișcarea se crede că avea vreo 2 milioane de membri, ideea răspândindu-se în lumea arabă.
Mișcarea avea și o aripă militară (desființată în anii 1960) care a participat la lupta împotriva britanicilor prin asasinate și explozii de bombe. În 1948, guvernul egiptean a interzis mișcarea din cauza atacurilor împotriva intereselor britanice și evreiești. Asasinarea prim-ministrului egiptean Mahmoud al-Nuqrashi se crede că a fost pusă la cale de Frăție. Liderul Frăției ,Hassan al-Banna, a fost și el asasinat în același an.
După ce Egiptul a devenit independent în 1952, ca urmare a unei lovituri de stat condusă de un grup de ofițeri care se numeau „Ofițerii Liberi”, unul dintre ofițerii care țineau legătura cu Frăția era viitorul președinte al Egiptului, Anwar Sadat.
Frăția a fost acuzată de atentatul la viața președintelui Gamal Abdel Nasser în 1954, rezultatul fiind interzicerea ei, mulți membri fiind închiși și torturați.
Frăția a continuat lupta din clandestinitate. În 1966 Sayyid Qutb, un ideolog de seamă al mișcării, a fost executat fiind acuzat că ar fi plănuit să-l asasineze pe președintele Egiptului.

## Gamal Abd al-Nasser și perioada de represalii
În urma deschiderii persecuției împotriva membrilor Frăției Musulmane de către Gamal Abd al-Nasser, devenit din ce în ce mai puternic se observă o radicalizare a acestora. După ce în 1954, Nasser obține președinția Egiptului el declanșează un val de măsuri împotriva Fraților Musulmani. Aceste măsuri includ arestări, condamnări la închisoare sau execuții și au avut ca punct de plecare presupusa tentativă a organizației de a-l asasina pe președinte împreună cu trei miniștrii la 26 octombrie 1954. În decembrie 1954 se anunța sentința de condamnare la moarte a șapte dintre liderii Frăției, printre aceștia numărându-se și liderul suprem Hassan al-Hudaybi (m. 1973). Ulterior pedeapsa lui Hudaybi avea să fie comutată la închisoare pe viață și muncă forțată.
În această perioadă popularitatea lui Abd al-Nasser a crescut datorită victoriilor reputate în ceea ce privește naționalizarea canalului Suez 1956 și crearea Republicii Arabe Unite (1958-1961) prin unirea Egiptului cu Siria. Pe plan intern Nasser și-a extins controlul asupra armatei și și-a creat un serviciu de securitate loial pe care l-a folosit în eliminarea tuturor forțelor care îi disputau autoritatea. El s-a orientat către obținerea susținerii populației din clasa de mijloc: ofițeri, ingineri, funcționari care se bucurau de privilegii oferite de regim. Pe fondul acestei popularități Nasser caută să-i îndepărteze pe Frații Musulmani din peisajul egiptean prin lansarea unei campanii violente de reprimare, cenzurare și chiar eliminare a celor mai radicali dintre aceștia. Una dintre strategiile abordate de Nasser este de a se erija în protector al islamului de a capta acest sector religios care se bucura de popularitate sub aripa statului. Printr-o serie de măsuri precum schimbarea statutului universității al-Azhar (bastion cultural al lumii musulmane sunnite) și preluarea asupra sa a misiunii de responsabil al islamului pe lângă cea de conducător de stat, Nasser reușește să intre pe terenul de activitate al Frăției, încercând să preia odată cu responsabilitățile ei și popularitatea de care se bucură.
Pe acest fond au loc arestările și condamnările membrilor Frăției. În închisoare membrii Frăției sunt supuși interogatoriilor dure aplicate de regim. Mărturii ale unor deținuți descriu supliciul la care erau supuși de „călăii” lui Nasser: mușcături de câini, apă înghețată, șocuri electrice, izolare, înfometare, arsuri. De asemenea, femeile erau făcute prizoniere pentru a smulge mărturiile soților, fraților, taților sau fiilor lor. Erau aplicate metode de interogatoriu folosite de armata nazistă sau de comuniști în timpul lui Stalin.
Anii 1956-1966 au însemnat o perioadă de înăsprire a mijloacelor de represiune împotriva Frăției. Aceasta este cauzată de marele complot de care era bănuită organizația încă din 1959 și care avea ca scop înlăturarea lui Gamal Abd al-Nasser în favoarea lui Kamal Eddine Husayn (membru al ofițerilor liberi care au participat la revoluția din iulie 1952). În acești doi ani au fost arestați și acuzați de acest complot peste 15000 de membrii dintre care trei au fost executați pe 26 august 1966. Printre aceștia se află renumitul ideolog Sayyid Qutb autorul lucrării Maʻālim fī ṭ-ṭarīq („Pietre pe cale”), ce stă la baza ideologiei radicale a Fraților Musulmani. A fost arestată și Zaynab al-Ghazāli unul dintre cei mai importanți discipoli ai lui Sayyid și președinta Asociației Femeilor Musulmane. Conform mărturiilor și declarațiilor Fraților Musulmani participanți la procesul împotriva torționarilor regimului Nasser de la Tanta 1972 și 1980, victimele represiunii securității nasseriste în perioada 1965 1966 cuprind: 3 condamnați la moarte, 38 de morți în închisorile militare, alți 100-200 au fost încarcerați și 18.000 interpelați, arestați și torturați.

## Nașterea ideologiei radicale
Din anul 1954, Sayyid Qutb este arestat și închis. El va petrece tot restul vieții în închisoare cu excepția a opt luni de libertate din decembrie 1964 până în august 1965, libertate considerată de mulți o capcană lansată de regim împotriva sa. Din 1959 Sayyid Qutb devine responsabilul Fraților Musulmani aflați în detenție. De altfel, lucrările sale scrise în această perioadă s-au difuzat rapid în toată lumea islamică sunnită ajungând până în Arabia Saudită unde a generat un conflict ideologic deoarece se lovește de doctrina wahhabită, curent islamic rigorist și arhaizant.
O sursă de inspirație în această perioadă o reprezintă ideologul musulman de origine pakistaneză al-Mawdudi (m. 1979), lider al grupării radicale Jamāʻat al-Islamiyyat în 1941 și susținător al creării unui stat islamic bazat pe respectarea legii islamice. (sharia) Cea mai importantă idee care decurge din textele celor doi este distingerea între statul islamic și statul necredincios în baza principiului islamic de hakimiyyatu Allāh. Conform acestui principiu conducerea statului revine lui Dumnezeu și nu oamenilor care sunt supuși greșelilor. Statele neislamice, necredincioase sunt o întoarcere la statutul de jahiliyya, de ignoranță specifică epocii preislamice. Din această categorie fac parte societățile occidentale bazate pe materialism precum societățile comuniste, atee prin desăvârșire, precum și societățile creștine și evreiești, societățile păgâne și cele conduse de tirani. Tot din starea de ignoranță, jahiliyya fac și statele musulmane care s-au îndepărtat de la legea revelată, conferind atribuțiile suveranității altei instanțe decât lui Dumnezeu, iar aceste societăți își extrag valorile, legile și normele de organizare din aceste noi instanțe de putere care pot fi oameni, partide, alte forme umane de organizare.
Statul islamic ideal ar trebui să fie o combinație între religie și guvernare în sensul că liderul ar trebui să guverneze în baza legii sacre revelată de Coran și de tradiția islamică. În calitatea sa de om prin urmare supus erorii, conducătorul trebuie să guverneze în baza consultării (shura) cu umma (comunitatea de musulmani), asigurându-se astfel respectarea legii sacre, islamice. Instaurarea statului islamic este obiectivul principal al discipolilor lui Qutb, ei urmând modelul ideal al statului islamic din timpul profetului și al celor patru califi bine-călăuziți (ar-rashidun) din perioada 632-661. 
Qutb face apel la toți discipolii săi să pornească revoluția islamică împotriva suveranității oamenilor care conduc în baza legilor proprii, să distrugă puterea uzurpatoare a oamenilor în favoarea instaurării „împărăției lui Dumnezeu pe pământ”.
Sayyid Qutb este preocupat să demonstreze, în baza conceptului de hakimiyya rolul pe care îl are islamul ca religie în câmpul politic. În lucrarea sa Fī ẓilāl al-Qurʹān (În umbra Coranului), autorul argumentează faptul că islamul este în esență o „religie politică”. Prin urmare unitatea dintre politică și religie în islam este indisolubilă:
În statul islamic Dumnezeu este suveranul, conducătorul suprem, de aceea liderul musulman trebuie să guverneze în baza legii islamice. Referindu-se la relația dintre Dumnezeu și creație, Qutb distinge două atribute specifice fiecărei entități, astfel:
Din caracterul unic a lui Dumnezeu decurge faptul că lui îi revine atributul de unic conducător și legiuitor al omenirii în toate aspectele: credință, adorare, conștiință, comportament. Conceptul de hakimiyyatu Allāh (suveranitatea lui Dumnezeu) implică faptul că sistemul de guvernare al statului islamic este diferit de democrațiile seculare sau de orice alt sistem de guvernare, fără însă a fi o teocrație sau autocrație. Cu alte cuvinte sistemul islamic de guvernare are la bază aplicarea legii islamice de către conducător, supunerea celor guvernați față de legea sacră și consultarea dintre conducător și comunitatea islamică (umma) pe baza principiului shura. Acest principiu al consultării este fundamental diferit de sistemul parlamentar din regimurile democratice. Această diferență rezidă din faptul că în democrație suveranitatea revine poporului care împuternicește prin voința sa un anumit grup care conduce. Această formă, declară Qutb, contravine legii islamice care prevalează în fața legilor oamenilor și este o întoarcerea la perioada de jahiliyya, din societățile preislamice.
Prima perioadă în care a scris Sayyid Qutb se plasează între 1925-1939 și cuprinde în principal literatură: poezii, nuvele și eseuri pe teme sociopolitice și morale. Primul volum de poezii intitulat ash-Shaṭī al-majhūl (Țărmul necunoscut) și abordează teme precum relația dintre cretor și creație (univers). În această periodă Qutb era puternic influențat de situația dificilă cu care se confrunta Egiptul din punct de vedere politic, fiind încă sub mandat britanic. El folosește pentru prima dată termenul de jahiliyya pentru a face referire la opresiunea britanică, la inegalitatea socială și sărăcia care măcina populația Egiptului. În acest context jahiliyya simbolizează tirania, opresiunea, barbaria, cruzimea puterii imperialiste, iar în sens mai larg supunerea Estului de către Vest. Autorul lansează încă de pe acum un atac împotriva modernismului de tip occidental care amenință identitatea culturală a Egiptului și a întregului spațiu musulman:
Sub aceste presiuni sociale cauzate de prezența britanică în Egipt și Sudan se naște apelul la jihad (război sfânt) pe care Qutb îl lansează în scopul eliberării țării. Starea de confuzie, de alienarea și de injustiție îl înverșunează pe Sayyid Qutb împotriva ocupației străine.

## Organizație teroristă
La 26 decembrie 2013, Frăția Musulmană, care s-a aflat la conducerea Egiptului după înlăturarea de la putere a lui Hosni Mubarak, a fost declarată organizație teroristă, de către noul Guvern.